# دالة البناء (برمجة كائنية التوجه)
في البرمجة كائنية التوجه (object-oriented programming)، تكون دالة البناء (بالإنكليزية constructor) في صنف ما هي نوع من الروتين الفرعي وتنادى في مرحلة إنشاء الكائن وهي تهيئ الكائن الجديد للاستخدام. عادة تقبل المعاملات (parameters) وتستخدمهم لتحديد قيم المتغيرات في الصنف.
دالة البناء تشبه الدّالات الكائنية، ولكنها تختلف عنها في أنه لا يوجد لها نوع إرجاع (return type) وفي أنها ليست موروثة ضمنيا ولها عادة قواعد مختلفة فيما يختص بمبدّلات المجال (scope modifiers). يكون اسم دالّة البناء عادة هو نفس اسم الصنف الذي يحتويها.